# Musée des sciences et de l'industrie de l'Oregon
Le Musée des sciences et de l'industrie de l'Oregon (OMSI) est un musée technologique situé à Portland, dans l'Oregon, sur les rives de la rivière Willamette.

## Descriptif
OMSI a été fondée en 1944. Tout a commencé à l'hôtel Portland, mais a déménagé dans une maison louée en 1949. En 1950, le musée a ouvert le premier planétarium du Nord-Ouest Pacifique. En 1956, le musée a construit son premier bâtiment à Washington Park avec l'aide de bénévoles. En 1970, trois millions de personnes avaient visité le musée.
En 1987, Portland General Electric (en) a fait don du terrain sur la rivière Willamette au musée, et en 1992, le musée y a déménagé. Pour le 60ème anniversaire, le musée a été rénové et modernisé pour 4,2 millions de dollars US En 2005, OMSI a attiré son 10 millionième visiteur.

### Financement
Le musée est reconnu comme une organisation à but non lucratif et ne reçoit aucune subvention publique. Il est financé par les droits d'entrée, les dons et les cotisations.

## Expositions
Une particularité est la présence d'un sous-marin de l'United States Navy qui se trouve devant le musée dans la rivière Willamette. Il s'agit de l'USS Blueback (SS-581), un bateau de classe Barbel à propulsion conventionnelle qui mesure 66,9 m de long et peut être vu par les visiteurs du musée. Devant le musée se trouve l'hélice du sous-marin.
De plus, le musée dispose de plusieurs espaces scientifiques, dont une salle destinée aux expositions temporaires, qui a accueilli, par exemple, les Body Worlds en 2007. Il y a aussi le Turbine Hall, dans lequel une turbine à vapeur est installée, et plusieurs laboratoires de chimie, physique, technologie et laser et d'holographie.
En plus des expositions, OMSI dispose d'un planétarium avec un projecteur Digistar II  et d'un cinéma Omnimax 3D

## Galerie
|                    |
| Extérieur du musée |

|                       |
| USS Blueback à l'OMSI |

|                    |
| Hélice du Blueback |

|                    |
| Intérieur du musée |

|         |
| OMNIMAX |